# Цурик Євген Іванович
Євген Іванович Цурик (3 травня 1937, село Бобівці Сторожинецького району Чернівецької області)  — академік Лісівничої академії наук України, професор кафедри лісової таксації та лісовпорядкування Національного лісотехнічного університету України, доктор сільськогосподарських наук.

## Біографія
Цурик Євген Іванович народився 3 травня 1937 року в селі Бобівці Сторожинецького району Чернівецької області.
У 1967 р. закінчив Львівський лісотехнічний інститут (ЛЛТІ, тепер — Національний лісотехнічний університет України, м. Львів). Спеціальність за дипломом про вищу освіту — «Лісове господарство», кваліфікація — «Інженер лісового господарства».
Трудову діяльність розпочав з 1958 р. лісівником колгоспу «Більшовик» у селі Стара Жадова Сторожинецького району Чернівецької області. З 1960 р. працював бухгалтером і помічником лісничого у Жадівському лісівництві Сторожинецького лісокомбінату. У 1962 р. поступив на навчання у Львівський лісотехнічний інститут. Протягом 1968–1970 рр. був старшим лаборантом та інженером науково-дослідного сектору в Львівському лісотехнічному інституті. Вчився в аспірантурі та працював молодшим науковим співробітником (1970–1973 рр.) в Українській сільськогосподарській академії (тепер — Національний університет біоресурсів і природокористування України, м. Київ), пізніше — молодшим науковим співробітником відділу інформаційного та математичного забезпечення АСУП в Інституті кібернетики АН УРСР (1973–1974 рр.), старшим науковим співробітником Поліської агролісомеліоративної дослідної станції Українського науково-дослідного інституту лісового господарства та агролісомеліорації (1974–1975 рр.). Потім Цурик Є. І. був на посаді молодшого наукового співробітника відділу охорони природних екосистем у Львівському відділенні Інституту ботаніки, асистентом та доцентом кафедри економіки і організації лісової промисловості та лісового господарства у Львівському лісотехнічному інституті (1979–1989 рр.), доцентом кафедри раціонального природокористування та охорони природи (1989–1991 рр.), доцентом кафедри лісівництва, лісової таксації та лісовпорядкування (1991–1994 рр.), професором кафедри лісової таксації та лісовпорядкування (1994–2008 рр.) цього ж навчального закладу.
Доктор сільськогосподарських наук з 1992 р. за спеціальністю 06.03.02 — лісовпорядкування та лісова таксація. Дисертація захищена в Українській сільськогосподарській академії (тепер — Національний університет біоресурсів і природокористування України, м. Київ). Вчене звання професор присвоєно у 2001 р. по кафедрі лісової таксації та лісовпорядкування Українського державного лісотехнічного університету (тепер — Національний лісотехнічний університет України, м. Львів).

## Наукова та педагогічна діяльність
Цурик Є. І. забезпечував навчальний процес кафедри з дисциплін «Лісова таксація» та «Лісовпорядкування». Керував курсовим і дипломним проектуванням, навчальними, переддипломними та комплексними практиками, брав участь у державних екзаменаційних комісіях, займався розробкою методичного забезпечення навчального процесу кафедри. Науково-педагогічний стаж роботи професора Цурика Є. І. становить 35 років.
Основна наукова діяльність вченого стосується удосконалення обліку лісів і оцінки результативності їх використання та охорони. За роки своєї діяльності він видав багато наукових, науково-популярних та навчально-методичних праць, в тому числі, 8 монографій, 10 навчальних посібників, більше 50 наукових статей. Серед них:
- Цурик Е. И. Таксация пихтовых молодняков Карпат. — К.: Либідь, 1991. — 104 с.
- Цурик Є. І. Специфіка структури та динаміки букових пралісів // Наук. вісник. — Львів: УкрДЛТУ, 2000. — Вип. 10.3. — С. 134–141.
- Цурик Є. І. Ведення господарства в заповідних лісах Карпат // Науковий вісник. — Львів: УкрДЛТУ, 2001. — Вип. 11.4. — С. 8-12.
- Цурик Є. І. Специфіка таксації та впорядкування лісів зелених зон // Наук. вісник. — Львів: УкрДЛТУ, 2002. — Вип. 12.2. — С. 12-16.
- Цурик Є. І. Окомірна та вибіркова таксація лісу: Навчальний посібник. — Львів: УкрДЛТУ, 2002. — 240 с.
- Цурик Є. І. Таксація дерева та його частин: Навчальний посібник. — Львів: НЛТУ України, 2006. — 328 с.
- Цурик Є. І. Лісовпорядкування. Організація виконання робіт: Навчальний посібник. — Львів: НЛТУ України, 2006–232.
- Цурик Є. І. Таксація приросту лісу: Навчальний посібник. — Львів: НЛТУ України, 2008. — 160 с.
- Цурик Є. І. Таксація динаміки деревостанів: Навчальний посібник. — Львів: НЛТУ України, 2008. — 345 с.